# Toponimia w krajach anglojęzycznych
Toponimia w krajach anglojęzycznych – nazwy miejscowości krajów z językiem angielskim jako oficjalnym.

## Średniowiecze
Po najeździe anglosaskim na Wielką Brytanię w V wieku zachowała się część nazw, które były dotychczas używane, w szczególności celtyckie, takie jak Thames, Avon, Wye. Niektóre posłużyły za tworzywo do utworzenia nowych nazw, np. Taunton (miasto nad rzeką Tone), Wilton. Ostało się około 200 nazw nadanych przez Rzymian, głównie zakończone na -port, -chester i -street. Inną grupą były miejsca nazywane od ich przywódców, np. Reading –  miejsce podwładnych Ready. Większość z tych nazw odnosiła się do mężczyzn, choć są i żeńskie np. Bamburgh, nazwa odnosząca się do Królowej Bebby. Część nazw odnosi się do wierzeń religijnych zarówno pogańskich, jak i chrześcijańskich. Takie nazwy jak Harrow, Weddon pochodzą od staroangielskich słów odnoszących się do pogańskich bóstw. Nazwy Westminster czy Whitchurch odnoszą się do chrześcijaństwa. Największa część nazw ma związek z topografią: linią brzegową, wzgórzami, dolinami, co jest tłumaczone tym, że Anglosasi przybyli z jednych z najbardziej płaskich obszarów w Europie.

## Elementy topograficzne w nazwach angielskich
Często angielskie nazwy są złożone z dwóch części, z których jedna jest nazwą cechy topograficznej danego miejsca:
- Wzgórza: barrow, borough, hill, mond, down,  pen, ridge i in., np. Wellingborough, Blackdown,
- Rzeki i potoki: batch, brook, lake, mouth, water i in.: Bridgwater, Gunnislake, Teignmouth, Plymouth
- Cechy linii brzegowej: holme, hythe, naze, ness, port, sea, np.  Southsea, Southport
- Doliny: bottom, clough, dale, den, ditch, slade, np. Chipping Campden, Ramsbottom
- Osady: barton, ham, by, house, thorpe, wick, np. Warwick, Westby, Tottenham
- Pola i łąki: combe, croft, land, i in.: Wiveliscombe, Wethersfield
- Lasy i kępy drzew: bear, carr, heath, moor, oak, tree, wood i in., np: Spennymoor, Exmoor, Oakley, Staplegrove
- Drogi: path, street, gate, stead, way, np: Harrogate, Hemel Hempstead
- Budynki i kamienie: burton, church, mill, cross, stain, stone, wark, minster i inne, np. Newark, Axminster

Onomaści zalecają jednak ostrożność w prostej interpretacji etymologii nazwy, gdyż np. w czasach anglosaskich field odnosiło się do przestrzeni otwartej, obecnie do odgrodzonej. Tak samo nazwa Aston może znaczyć wschodnią farmę, a w niektórych miejscach, jak np. Cold Aston w hrabstwie Worcestershire, nazwa odnosi się do farmy przy wiązach.

## Nazewnictwo w anglojęzycznych krajach amerykańskich i australijskich
Pochodzenie nazw geograficznych w Stanach Zjednoczonych i Kanadzie można podzielić na kilka grup:
- Nazwy odnoszące się do cech charakterystycznych terenu używane są podobnie jak w Wielkiej Brytanii, choć bardziej przejrzyste[4]: Salt Lake City, Swan River
- Nazwy powstałe pod wpływem zamieszkujących dane miejsce ludów: Saratoga, Tallahassee, Oklahoma pochodzą od nazw indiańskich, Paramatta i Woomera z języków aborygeńskich, Akaroa z języka maoryskiego
- Spora część nazw została przywleczona ze Starego Świata, niektóre z modyfikacjami: Nowy Jork, Memphis
- Istnieją nazwy upamiętniające wydarzenia: Cape Catastrophe, Encounter Bay, Hard Luck Creek
- Nazwy powstałe pod wpływem języka osadników, innego niż angielski: Baton Rouge, Los Angeles, San Francisco
- Niektóre nazwy powstały wskutek skojarzeń literackich, np. Longfellow, Hiawatha
- Istnieją również nazwy oryginalne w swym brzmieniu lub komunikacie językowym, jak Hot Coffee (Mississippi), Difficult (Tennessee), Truth or Consequences w stanie Nowy Meksyk, która zmieniła nazwę z Hot Springs pod wpływem quizu radiowego[4].

## Nazwy stanów USA
Nazwy stanów USA można podzielić na sześć grup:
- 28 stanów utworzono ze słów lokalnych, głównie indiańskich, np. Utah z języka navajo, Massachusetts z algonkianskiego „miejsce wielkiego wzgórza”
- 11 nazw z jęz. angielskiego, głównie od ludzi i miejsc, np. Wirginia
- 6 nazw jest pochodzenia hiszpańskiego, np. Kolorado (kolorowy, od czerwonego koloru ziemi), Kalifornia („raj na Ziemi”)
- 3 nazwy pochodzą z języka francuskiego, np. Luizjana
- jedna nazwa jest holenderska: Rhode Island („czerwona glina”)
- jedna nazwa odnosi się do historii USA: Waszyngton